# إلوتوزوماب
إلوتوزوماب هو جسم مضاد وحيد النسيلة في المرحلة الثالثة من التجارب السريرية ليستخدم في علاج الورم النقوي المتعدد.